# Clemens Mayer

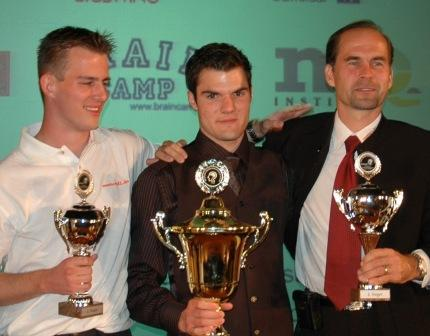
Clemens Mayer (Mitte) bei der deutschen Gedächtnismeisterschaft

Clemens Mayer (* 25. September 1985 in Brannenburg) ist ein deutscher Gedächtnissportler, der als erster Deutscher 2005 und 2006 Gedächtnisweltmeister (Mehrkampf) wurde. Außerdem betreibt er Mittel- und Langstreckenlauf und besuchte mehrere Jahre lang ein Sportgymnasium in Cottbus. 2005 begann er sein Studium der Rechtswissenschaften an der LMU in München.

## Weltrekorde
- Memorieren von 198 im Sekundentakt vorgelesenen Ziffern
- Memorieren einer 1040-stelligen Zahl in 30 Minuten
- Memorieren von 90 Personennamen zu den jeweiligen Gesichtern in 15 Minuten

## Strategie
Mayer setzt auf gesunde Ernährung und ausreichend Schlaf, um seine mentale Leistungsfähigkeit während Wettkämpfen zu verbessern.
Sein Gedächtnis schult er täglich etwa 15 Minuten und vor Meisterschaften etwa eine halbe Stunde.

## Gedächtnissystem
Mayer hat für die Zahlen von 00 bis 99 jeweils ein Bild (s. Major-System). Die Zuordnung der Bilder war dabei rein willkürlich. Für eine längere Zahlenreihe bildet er mithilfe der Bilder Geschichten, die unterschiedlich lang sind. Die Länge variiert je nach Möglichkeit der Verkettung der Bilder zwischen zwei und acht Gliedern. Diese Geschichten legt er anschließend auf mentalen Wegplätzen ab. Diese Gedächtnistechnik bezeichnet man als Loci-Methode.